# پارک جنگلی فابا
پارک جنگلی فابا یک پارک جنگلی در گامبیا است. این پارک در تاریخ ۱ ژانویه ۱۹۵۴ تأسیس شد و ۵۱۷٫۳ هکتار وسعت دارد.
ارتفاع تخمینی این پارک ۳۳ متر است.